# Josef Benzing
Josef Benzing (* 4. Februar 1904 in Neuses; † 18. Mai 1981 in Mainz) war ein deutscher Bibliothekar und Luther-Bibliograph und Erforscher des Buchdrucks. Während des Zweiten Weltkriegs war er in der besetzten Ukraine tätig.

## Leben
Josef (auch Joseph) Benzings Eltern waren der Landwirt Konrad Benzing und Anna Maria, geborene Fleckenstein. Nach dem Besuch des Staatlichen Gymnasiums in Fulda (1919–1924) studierte er ein Semester Volkswirtschaft, wechselte dann aber zu den Neueren Sprachen mit dem Schwerpunkt Romanistik und verließ die Hochschule in Frankfurt am Main 1930 nach dem Staatsexamen.
Seine Ausbildung zum Bibliothekar erfolgte an der Frankfurter Stadtbibliothek und in Berlin. Nach der Fachprüfung in Berlin stand er 1933–1945 im wissenschaftlichen Dienst der Preußischen Staatsbibliothek in Berlin. Als Mitarbeiter der Inkunabelabteilung und Mitherausgeber der Veröffentlichungen der Gesellschaft für Typenkunde des 15. Jahrhunderts (1931–1939) erwarb er die Grundkenntnisse für sein wissenschaftliches Lebenswerk.
Von 1941 bis 1943 war er für das Reichsministerium für die besetzten Ostgebiete der Leiter der Bibliothek der Akademie der Wissenschaften in Kiew und Mitarbeiter des Leiters der „Landesverwaltung der Archive, Bibliotheken und Museen“ im Reichskommissariat Ukraine, Georg Winter. Er koordinierte in der Ukraine den Buchraub des Sonderstabs Bibliotheken im Einsatzstab Reichsleiter Rosenberg (ERR). Benzing „stellte“ im Winter 1941–1942 die Bücher aus „herrenlosen“ oder jüdischen Wohnungen und aus einigen Kiewer Kultureinrichtungen „sicher“ und ließ sie in Depots der Hauptarbeitsgruppe Ukraine verladen. Daneben arbeitete Benzing bis Juni 1942 als Leiter des „Sonderstabes Zentralbibliothek“ der Hohen Schule der NSDAP. Im Winter 1943 lieferte Benzing vor der herannahenden Front die letzten beschlagnahmten Bücher nach Ratibor und Schloss Tanzenberg.
Nach Kriegsende fand die sechsköpfige Familie in Neuses wieder zusammen. Benzing erhielt eine Stelle an der Universitätsbibliothek Mainz. Bei Eintritt in den Ruhestand im Jahr 1966 war er Oberbibliotheksrat und stellvertretender Direktor. Sein nachgelassener Zettelkasten bildete den Grundstock für das VD 16. Später lebte er in Budenheim.

## Schriften (Auswahl)
- Zur Geschichte von ser als Hilfszeitwort bei den intransitiven Verben im Spanischen. In: Zeitschrift für romanische Philologie, Jg. 51 (1931), S. 385–460 (Frankfurt, Phil. Diss. 1931).
- Walther H. Ryff und sein literarisches Werk: Eine Bibliographie. In: Philobiblon. Band 2, 1958, Heft 2, S. 126–153, und Heft 3, S. 203–226. .
- Bibliographie der Schriften Hieronymus Brunschwigs. In: Philobiblion. Band 12, 1968, Heft 2, S. 113–141.
- Christian Egenolff und seine Verlagsproduktion. In: Börsenblatt für den Deutschen Buchhandel 1973, Beilage: Aus dem Antiquariat (1973), Nr. 9, S. A348–A352.
- Der Buchdruck des 16. Jahrhunderts im deutschen Sprachgebiet. Eine Literaturübersicht. (= Zentralblatt für Bibliothekswesen. Beiheft 68). Otto Harrassowitz, Leipzig 1936.
  - Christoph Reske: Die Buchdrucker des 16. und 17. Jahrhunderts im deutschen Sprachgebiet. Auf der Grundlage des gleichnamigen Werkes von Josef Benzing (Beitrage Zum Buch- und Bibliothekswesen). Harrassowitz, Wiesbaden 2007, ISBN 978-3447054508.
- Jakob Köbel zu Oppenheim 1494–1533. Bibliographie seiner Drucke und Schriften. Wiesbaden 1962.
- Die Buchdrucker des 16. und 17. Jahrhunderts im deutschen Sprachgebiet. (= Beiträge zum Buch- und Bibliothekswesen. Band 12). Verlag Harrassowitz, Wiesbaden 1963.
- mit Jean Muller: Bibliographie Strasbourgeoise (= Bibliotheca bibliographica Aureliana. LXXX, XC, XV). Band 1 (bearbeitet von Benzing) und Band 2–3. Baden-Baden 1981–1986 (= Répertoire bibliographique des livres imprimés en France au seizième siècle. Band 148).
- Lutherbibliographie: Verzeichnis der gedruckten Schriften Martin Luthers bis zu dessen Tod. Koerner, Baden-Baden 1989, 1994 (Bibliotheca bibliographica Aureliana), Bd. 2 mit Anhang: Bibel und Bibelteile in Luthers Übersetzung 1522–1546